# Raimund Lorenzer
Raimund Lorenzer (* 1. August 1891 in Regensburg; † 10. Juni 1966 in Geldern) war ein deutscher Arzt und Schriftsteller.

## Leben
Als Sohn eines Bautechnikers geboren, studierte Lorenzer Medizin in München. Während seines Studiums wurde er 1910 Mitglied der Verbindung Avaria, 1922 der Burschenschaft Danubia München. 1922 wurde er zum Dr. med. promoviert.
Er arbeitete als Facharzt in München und trat zum 1. März 1932 der NSDAP bei (Mitgliedsnummer 965.119). Er war mit Bildhauer Bernhard Bleeker befreundet, der 1933 von ihm einen Portraitkopf herstellte, der zwischen 1933 und 1950 auf mehreren Kunstausstellungen in München, Berlin, Warschau und Krakau zu sehen war.
Er war mit der Amerikanerin Norma Lorenzer verheiratet und stand auf einer Notfallkontakliste von Karl Valentin. Seinen Ruhestand verbrachte er in Wolfratshausen.

## Veröffentlichungen (Auswahl)
- Die Anschauungen vom Wesen der Menstruation in der Geschichte der Medizin. Dissertation Universität München 1920.
- Wer in der goldnen Sonne saß. Gedichte. Hamburg 1941.
- Noch fliessen des echteren Lebens Ströme. Gedichte. Hamburg 1942.
- Der Welt Mirakel. Gedichte. Hamburg 1944.
- Gedichte. Salzburg 1953.